# Comuna Zavrč
Zavrč (Občina Zavrč) este o comună din Slovenia, cu o populație de 1.338 de locuitori (2002).

## Localități
Belski Vrh, Drenovec, Gorenjski Vrh, Goričak, Hrastovec, Korenjak, Pestike, Turški Vrh, Zavrč